# Угровлашка митрополия
Угровлашката митрополия (на румънски: Mitropolia Ungrovlahiei, на гръцки: Μητρόπολη Ουγγροβλαχίας) е митрополия на Вселенската патриаршия в днешна Румъния, съществувала от XIV до XIX век.
Създадена е през 1359 година на територията на Влашко и получава името „Угровлашка“, за да се отличава от Велика Влахия в южната част на Балканския полуостров. През 1872 година Угровлашката митрополия става основа на днешната автокефална Румънска православна църква.

## Катедрални храмове
- Митрополитска катедрала в Куртя де Арджеш (1359 – 1517)
- Архиепископска катедрала в Търговище (1517 – 1668)
- Патриаршеска катедрала на Букурещ (1668/1925-до днес)